# Пустая корона
«Пустая корона» (англ. The Hollow Crown) — телевизионный сериал, состоящий из экранизаций «исторических» пьес Уильяма Шекспира.
Цикл экранизаций исторических пьес Уильяма Шекспира от телеканала ВВС Two под общим названием «Пустая корона». В цикл входят фильмы «Ричард II», «Генрих IV. Часть 1», «Генрих IV. Часть 2» и «Генрих V». История о семье, политике и власти. Сериал рассказывает о взлете и падении трех королей и о том, как их судьбы формировали историю. Ричард II - тщеславный, самодовольный человек, правит, нимало не заботясь о благосостоянии подданных. В конечном итоге его свергает его кузен Болингброк, взошедший на престол как Генрих IV. Царствование Генриха омрачено чувством вины из-за смерти Ричарда, гражданской войной и опасениями за сына Хэла. Когда Хэл восходит на престол как Генрих V, ему остается только похоронить в прошлом призрак отца и бороться со своими собственными демонами.

## Съёмки
Производство компаний Neal Street Productions и NBCUniversal.
Съёмки первой части состоялись в 2011 году. Телекомпания Би-Би-Си запланировала показ исторических пьес о короне на время Летних Олимпийских игр 2012 в Лондоне, как часть «Культурной Олимпиады».
В 2014 году съёмки были продолжены экранизациями двух частей «Генриха VI» и «Ричарда III», приглашены такие актёры как Бенедикт Камбербэтч, Джуди Денч, Эндрю Скотт, Хью Бонневилль, Софи Оконедо.

## Список серий

### Пустая корона
| Название             | Режиссёр    | В главной роли | Дата показа  |
| -------------------- | ----------- | -------------- | ------------ |
| «Ричард II»          | Руперт Гулд | Бен Уишоу      | 30 июня 2012 |
| «Генрих IV, часть 1» | Ричард Эйр  | Джереми Айронс | 7 июля 2012  |
| «Генрих IV, часть 2» | Ричард Эйр  | Джереми Айронс | 14 июля 2012 |
| «Генрих V»           | Теа Шэррок  | Том Хиддлстон  | 21 июля 2012 |

### Пустая корона:Война роз
| Название             | Режиссёр    | В заглавной роли    | Дата показа |
| -------------------- | ----------- | ------------------- | ----------- |
| «Генрих VI, часть 1» | Доминик Кук | Том Старридж        | 7 мая 2016  |
| «Генрих VI, часть 2» | Доминик Кук | Том Старридж        | 14 мая 2016 |
| «Ричард III»         | Доминик Кук | Бенедикт Камбербэтч | 21 мая 2016 |

## Показ
Первая трансляция состоялась 30 июня 2012 года на телеканале BBC 2.
В России первая часть была показана на канале «Россия К» в честь 450-летия Шекспира. Премьера второй части состоялась в апреле 2017 года.

## Призы и награды
| Премия                                | Результат | Категория                                     | Номинант                                                |
| ------------------------------------- | --------- | --------------------------------------------- | ------------------------------------------------------- |
| Music & Sound Awards 2013             | Номинация | Sound Design (TV Programme)                   | «Пустая корона»                                         |
| South Bank Sky Arts Awards 2013       | Номинация | Best TV Drama                                 | «Пустая корона»                                         |
| South Bank Sky Arts Awards 2013       | Победа    | Times Breakthrough                            | Том Хиддлстон                                           |
| Broadcasting Press Guild 2013         | Победа    | Best Single Drama                             | «Пустая корона»                                         |
| Broadcasting Press Guild 2013         | Номинация | Лучший актёр                                  | Бен Уишоу                                               |
| BAFTA Television Awards 2013          | Победа    | Лучшая мужская роль («Ричард II»)             | Бен Уишоу                                               |
| BAFTA Television Awards 2013          | Победа    | Лучшая мужская роль второго плана             | Саймон Расселл Бил (Генрих IV часть 2)                  |
| BAFTA Television Awards 2013          | Номинация | Single Drama                                  | «Ричард II»                                             |
| RTS Programme Awards 2013             | Победа    | Single Drama                                  | «Ричард II»                                             |
| BAFTA Craft Awards 2013               | Победа    | Оригинальная музыка к телефильму/телепередаче | Стивен Уорбек (Генрих IV)                               |
| BAFTA Craft Awards 2013               | Победа    | Звук                                          | Tim Fraser, Adrian Rhodes, Keith Marriner («Ричард II») |
| BAFTA Craft Awards 2013               | Номинация | Дизайн костюмов                               | Odile Dicks-Mireaux («Ричард II»)                       |
| Британское общество кинематографистов | Номинация | Best Cinematography in a Television Drama     | Бен Смитард                                             |
| Выбор телевизионных критиков          | Номинация | Лучший фильм или мини-сериал                  | «Пустая корона»                                         |

## Критика
Обозреватель газеты «Труд» Елена Ищенко пишет: «цикл „Пустая корона“ сделан в лучших традициях английской драматургии — камерно, точно, практически дословно, без романтизма, который был чужд и Шекспиру, и всему суровому Средневековью, и лишнего символизма. Все фильмы сделаны в манере хроники, повествующей о семье, политике и власти, о взлете и падении трех королей и о том, как их судьбы формировали историю».